# بليائيف
بليائيف Evgenii Aleksandrovich Beliaev (1895 - 1964 م) هو مستشرق روسي.
تخرج من معهد موسكو للدراسات الشرقية في سنة 1922 م وتخصص في التاريخ الإسلامي.

## آثاره
- «الفرق الإسلامية»، موسكو سنة 1957 م.
- «العرب والإسلام والخلافة العربية في العصر الوسيط»، موسكو سنة 1965 م (وله ترجمة إنكليزية، صدرت في لندن ونيويورك سنة 1969 م).[1]